# Imago (Zeitschrift)

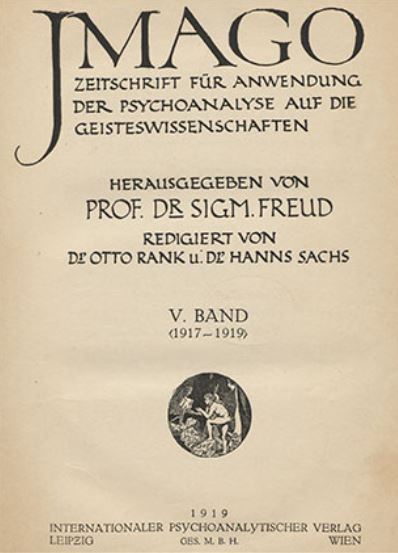
Imago Deckblatt Band V

Imago: Zeitschrift für Anwendung der Psychoanalyse auf die Geisteswissenschaften war eine von Sigmund Freud herausgegebene Zeitschrift, die von 1912 bis 1937 vierteljährlich in Wien und Leipzig erschien.

## Geschichte und Ausrichtung
Mitherausgeber der Zeitschrift waren Otto Rank und Hanns Sachs, verlegt wurde sie von Hugo Heller im Internationalen Psychoanalytischen Verlag.
Der Name geht auf den 1906 erschienenen autobiografischen Roman Imago von Carl Spitteler zurück. Mit der Herausgabe der Zeitschrift wollte Freud die Psychoanalyse als eine Sicht- und Denkweise etablieren, die auch außerhalb der Medizin eine Rolle für das Verstehen von Kultur und Gesellschaft und für die Künste spielt. Diesem Ziel kam die Zeitschrift sowohl durch die Themenwahl als auch durch die Auswahl der Autoren nach. Neben Ärzten, Psychologen und Laienanalytikern waren dies auch Theologen, Soziologen, Anthropologen, Philosophen, Kulturwissenschaftler und Literaten.
Die Zeitschrift richtete sich sowohl an das Fachpublikum als auch an interessierte Laien und wurde zum erfolgreichsten Medium des Verlags, bis es durch den Einfluss der Nationalsozialisten zur Auflösung des Verlages kam. Die Zeitschrift wurde 1939 durch Hanns Sachs und unter Mitarbeit von Anna Freud in den USA unter dem Namen American Imago und durch die Zusammenlegung mit der Internationalen Zeitschrift für Psychoanalyse weitergeführt, die bis heute vierteljährlich erscheint.
Die wechselnden Untertitel zeigen die Verschiebung der Schwerpunkte bzw. des Interesses der Herausgeber: So trugen die Jahrgänge bis 1926 den Zusatz Zeitschrift für Anwendung der Psychoanalyse auf die Geisteswissenschaften, von 1927 bis 1932 lautete der Untertitel: Zeitschrift für Anwendung der Psychoanalyse auf die Natur- und Geisteswissenschaften und ab 1933 dann Zeitschrift für psychoanalytische Psychologie, ihre Grenzgebiete und Anwendungen. Ab 1933 findet sich eine Rubrik von Literaturbesprechungen, in die neben der psychoanalytischen Fachliteratur auch in großer Breite Werke der Grenzgebiete aufgenommen wurden.

## Autoren und Inhalte
Neben den drei Herausgebern selbst gehörten zu den internationalen Autoren Karl Abraham, Alice und Michael, Willy Bardas, Marie Bonaparte, Max Deri, Helene Deutsch, Sándor Ferenczi, Otto Fenichel, Eduard Hitschmann, Hermine Hug-Hellmuth, Ernest Jones, Ernst Kris, René Laforgue, Thomas Mann, Oskar Pfister, Hans Prinzhorn, Theodor Reik, Lou Andreas-Salomé, Herbert Silberer, Sabina Spielrein, René Spitz, Dorothy Tiffany Burlingham, Nelly Wolffheim, Hans Zulliger und Stefan Zweig.
Die Zeitschrift veröffentlichte psychoanalytische Beiträge zur Philosophie und Religion, Pädagogik, Biografik und Kriminalistik, zur Literatur, zu Mythen und Märchen und sprachwissenschaftlichen Fragestellungen, zur Bildenden Kunst, Musik, Ethnologie, beteiligte sich an gesellschaftspolitischen Auseinandersetzungen und suchte Verbindungen zu naturwissenschaftlichen Fragestellungen. Daneben finden sich auch klinische und alltagspsychologische Fragestellungen. Im deutschen Sprachraum wurde diese breite kulturwissenschaftliche Ausrichtung nach dem Zweiten Weltkrieg von der Zeitschrift Psyche fortgesetzt.